# تنگ‌تکاب

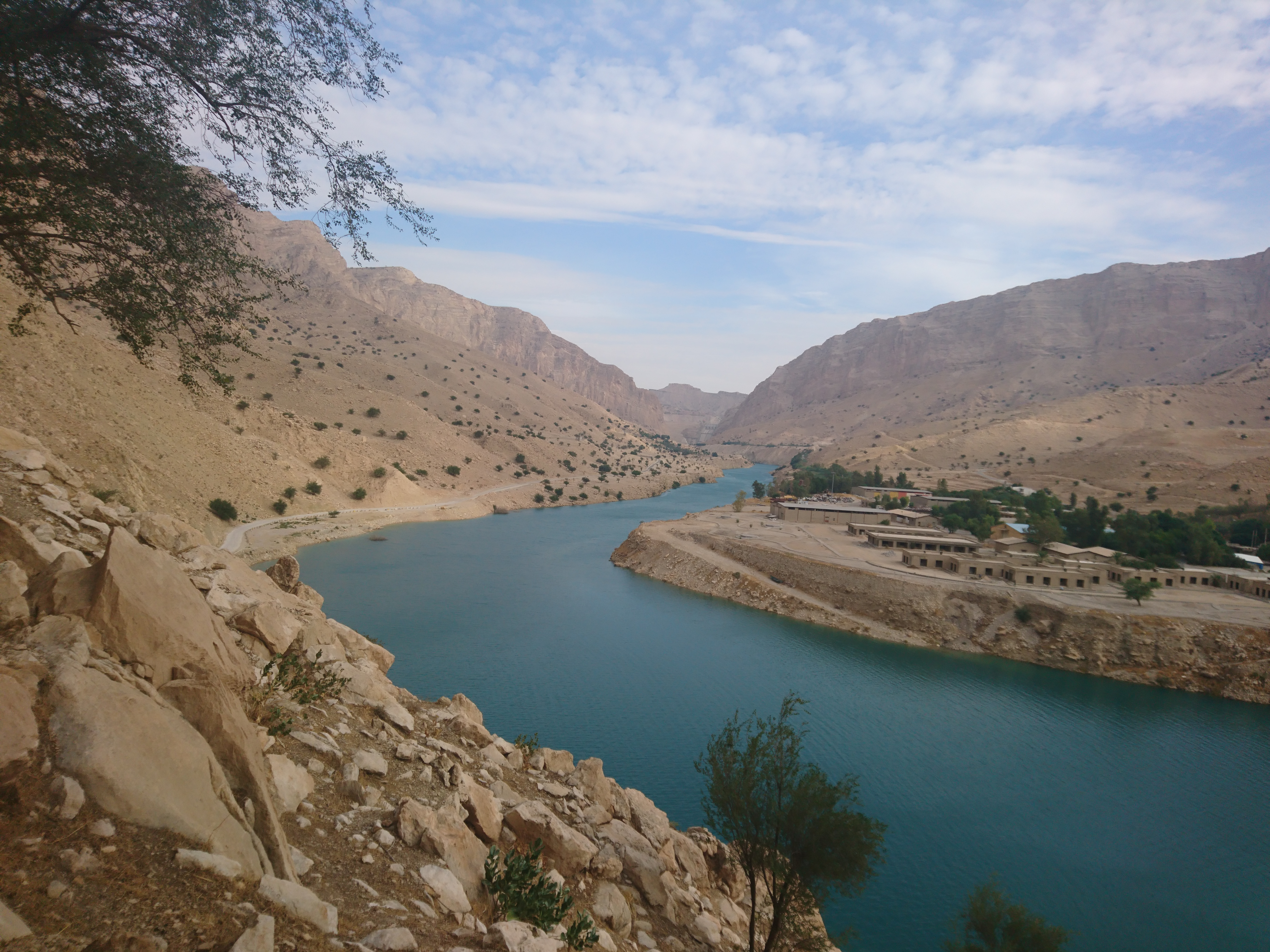
دریاچه سد تنظیمی آریوبرزن رود مارون، تنگ تکاب بهبهان

تنگ تکاب (بهبهان)، از توابع بخش مرکزی شهرستان بهبهان در نزدیکی شهر منصوریه در استان خوزستان ایران است.

## پیشینهٔ تاریخی تنگ‌تکاب

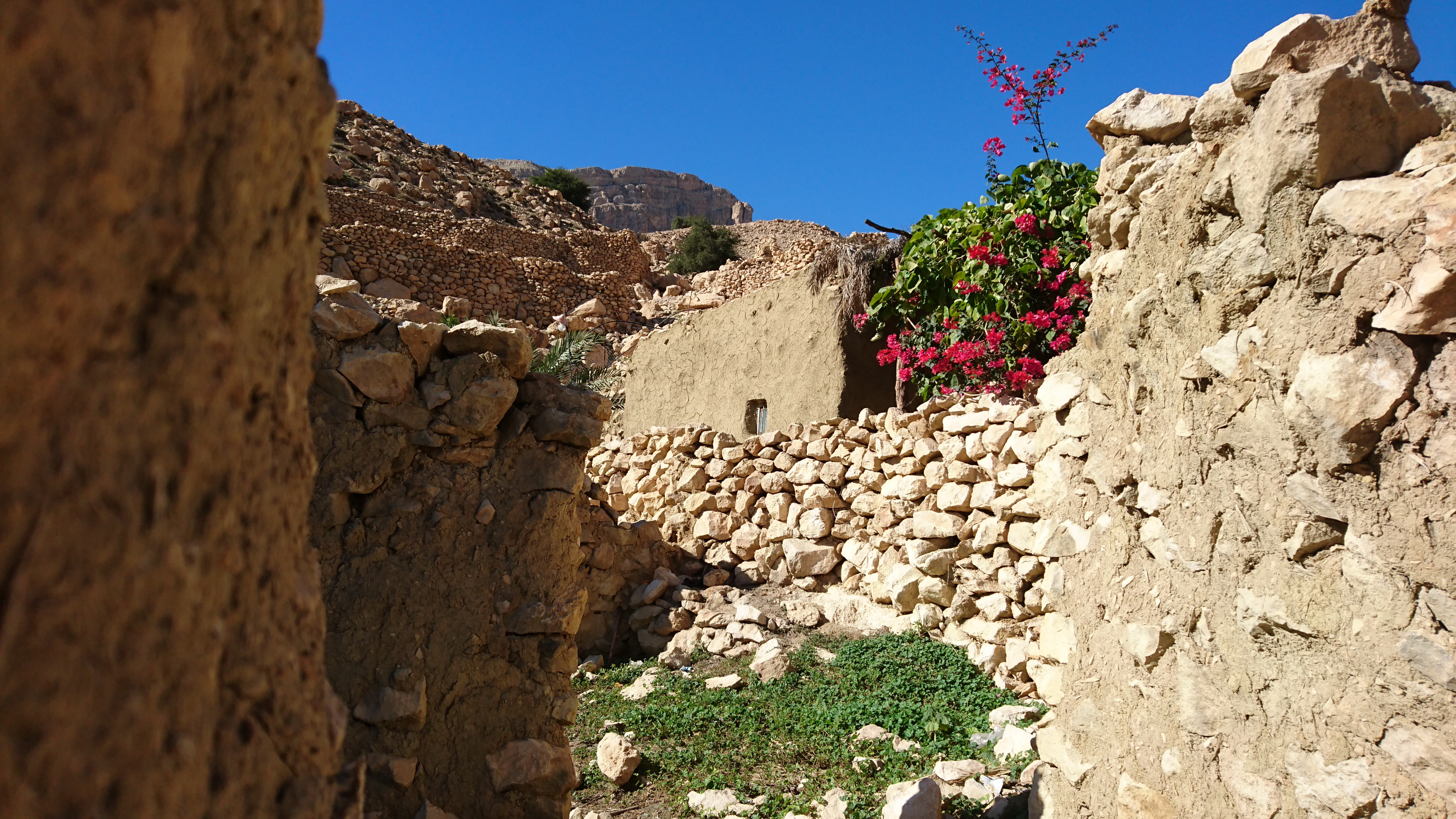
روستای پشکر، تنگ تکاب بهبهان

تنگه تکاب یا تنگ تکاب یا به عبارتی، دربند پارس یک مسیر یا جاده تاریخی و طبیعی است که اتفاقات تاریخی زیادی در آن رخ داد. شاید کمتر مسیر ترددی در ایران به توان پیدا کرد که به اندازه این تنگه مورد اشاره تاریخ‌نگاران و باستان‌شناس‌ها قرار گرفته باشد.

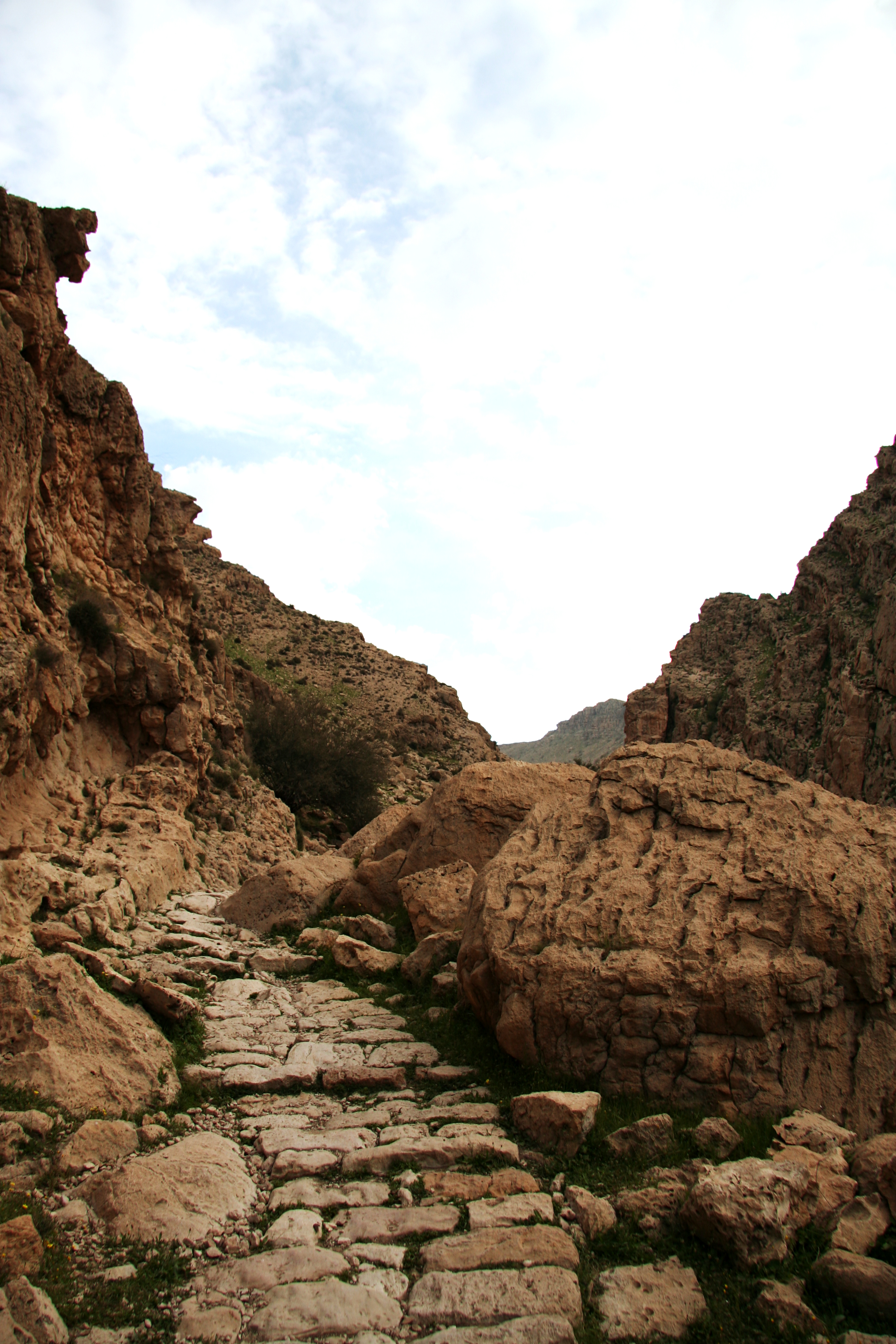
راه کوهستانی باستانی در ارجان بهبهان

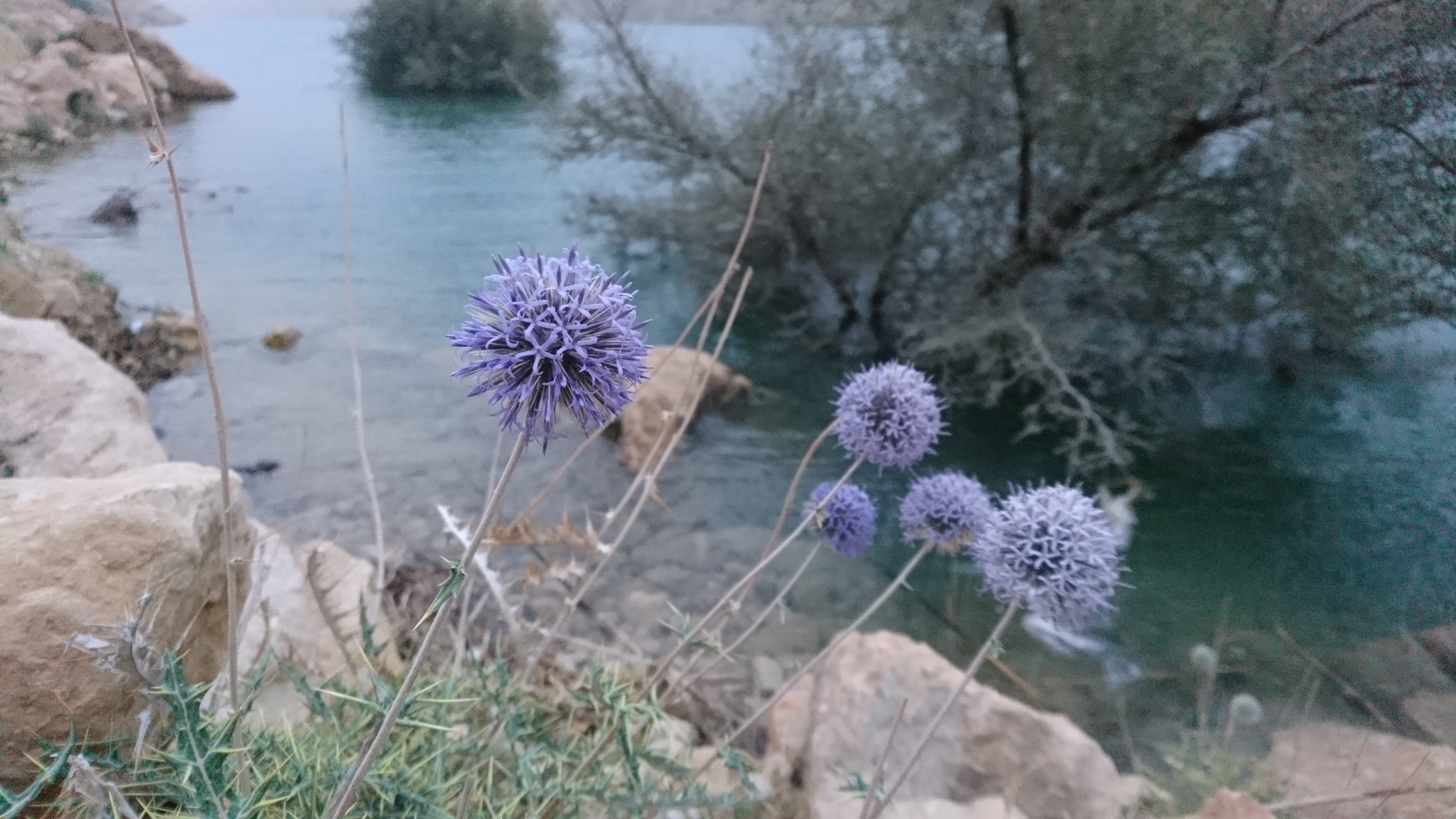
آبگیری دره تنگ تکاب برای آبگیری سد تنظیمی آریوبرزن

این تنگه راهی کوهستانی در جاده قدیمی بین‌النهرین به شهر باستانی استخر و جاده باستانی خوزستان به فارس به حساب می‌آید. طول تنگه در حدود ۵ کیلومتر است و رودخانه مارون از میان آن می‌گذرد. تنگ تکاب دارای ۲ ورودی دارد، ورودی شرقی آن را سد مارون تشکیل داده است که وجود سد عملاً این ورودی را مسدود کرده است و تنها می‌توان از ورودی غربی وارد تنگه شد. در سمت شمال تنگه ارتفاعات کوه «بدیل» و در سمت جنوب آن ارتفاعات کوه خاییز قرار دارد.

## روستای تنگ‌تکاب

حافظ ناظری در تنگ تکاب بهبهان

این روستا در دهستان حومه قرار دارد و براساس سرشماری مرکز آمار ایران در سال ۱۳۸۵، جمعیت آن زیر سه خانوار بوده است. روستای تنگ تکاب از توابع بخش مرکزی شهرستان بهبهان، با مختصات جغرافیایی۵۰ درجه و ۲۱ دقیقه طول شرقی و۳۰ درجه و ۴۱ دقیقه عرض شمالی، در ۲۲ کیلومتری شمال شرقی شهر بهبهان قرار دارد. این روستا از جنوب شرقی به کوه تنگ تنکاب و از شمال به روستای گیوه چرمی محدود می‌شود. رودخانه مارون از یک کیلومتری غرب روستا عبور می‌کند. روستای تنگ تکاب از سطح دریا ۷۰۰ متر ارتفاع دارد و آب و هوای آن در تابستان گرم و خشک و در سایر فصول معتدل است.